# Kureń (pododdział)
Kureń – ukraiński pododdział wojskowy, odpowiadający wielkością samodzielnemu batalionowi. Kurenie występowały m.in. w Legionie Ukraińskich Strzelców Siczowych, Armii Ukraińskiej Republiki Ludowej, Ukraińskiej Armii Halickiej, Ukraińskiej Armii Powstańczej.

## Ukraińska Armia Powstańcza
Kureń składał się z 3-4 sotnie. Jego liczebność wynosiła od 400 do 800 ludzi. Na terenie jednego odcinka taktycznego (jednostka organizacyjna okręgu wojskowego UPA) operował jeden kureń. 2 kurenie (lub więcej) tworzyły zahin (pułk). Wyjątkiem był Odcinek Taktyczny „Łemko”, na terenie którego walczyły dwa kurenie UPA (1 i 2).